# بابا صدیقی
بابا ضیاءالدین صدیقی (زاده ۱۳ سپتامبر ۱۹۵۸ - درگذشت ۱۲ اکتبر ۲۰۲۴) یک سیاستمدار هندی بود که عضو مجلس قانون‌گذاری (MLA) در ایالت ماهاراشترا از حوزه انتخابیه غرب بندرا بود. او برای سه دوره متوالی در سال‌های ۱۹۹۹، ۲۰۰۴ و ۲۰۰۹ عضو مجلس قانون‌گذاری (MLA) بود، همچنین بین سال‌های ۲۰۰۴ تا ۲۰۰۸ به‌عنوان وزیر دولت در بخش تدارکات مدنی و غذا (FDA) و کار تحت ریاست سروزیر ویلاس‌راو دیشموک خدمت کرد.
صدیقی همچنین پیش از این برای دو دوره متوالی بین سال‌های ۱۹۹۲ و ۱۹۹۷ تحت شهرداری تعاونی انجام وظیفه کرد. او قبل از اینکه به قتل برسد، به عنوان رئیس و معاون ارشد ریاست کمیته کنگره منطقه‌ای بمبئی و هیئت مدیره پارلمانی کمیته کنگره ماهاراشترا پرادش خدمت می‌کرد. در روز ۸ فوریه ۲۰۲۴، او از عضویت اصلی کنگره ملی هند استعفا داد. او مدتی بعد در روز ۱۲ فوریه ۲۰۲۴ به حزب کنگره ملی‌گرا به رهبری آجیت پِوار پیوست
صدیقی در شب ۱۲ اکتبر ۲۰۲۴ در مقابل دفتر پسرش زیشان به ضرب گلوله کشته شد.

## حرفه سیاسی
ضیاءالدین صدیقی معروف به بابا صدیقی، در سال ۱۹۷۷ به عنوان فردی که تازه به دوران بلوغ رسیده است به کنگره ملی هند (INC) پیوست. او با جنبش‌های مختلف دانش‌آموزی آن دوره تحت عنوان عضو اتحادیه ملی دانش‌آموزان هند در بخش بمبئی، شاخه دانش‌آموزان کنگره ملی هند، همکاری کرده بود. او در سال ۱۹۸۰ به جایگاه دبیرکل بندرا تلوکا در کنگره جوانان بندرا دست یافت و طی دو سال بعد به ریاست آن برگزیده شد. در سال ۱۹۸۸ به عنوان رئیس کنگره جوانان بمبئی انتخاب شد. چهار سال بعد به عنوان عضو شورای شهر شهرداری تعاونی بمبئی برگزیده شد و پنج سال بعد دوباره به این جایگاه دست یافت. او در سال ۱۹۹۹ از حوزه انتخابیه غرب بندرا به عنوان نماینده مجلس قانون‌گذاری (MLA) انتخاب شد. او در سال‌های ۲۰۰۴ و ۲۰۰۹ دوباره به نمایندگی برگزیده شد و سه دوره متوالی در این جایگاه خدمت کرد. بابا صدیقی همچنین برای انجام خدمت در سال‌های ۲۰۰۰ تا ۲۰۰۴، از سوی دولت ایالتی مهاراشترا به مقام ریاست هیئت مدیره اولیاء امور توسعه ناحیه و مسکن مهاراشترا در بمبئی منصوب شده بود. او همچنین به مقام وزیر دولت در بخش تدارکات مدنی و غذا (FDA) و کار و حمایت از مصرف‌کننده در دولت مهاراشترا منصوب شده بود و از سال ۲۰۰۴ تا ۲۰۰۸ به خدمت مشغول بود. او در سال ۲۰۱۱، وجوه سرمایه‌گذاری جهت ایجاد یک باغ زیست‌بومی در بندرا-کار را فراهم کرد.

## زندگی شخصی
بابا صدیقی با شِهزین صدیقی ازدواج کرد که صاحب دو فرزند شدند. یکی از فرزندان آنها دختری به
نام ارشیا صدیقی و فرزند دیگر یک پسر به نام زیشان صدیقی است.

## مرگ
بابا صدیقی در روز ۱۲ اکتبر ۲۰۲۴ در بمبئی، هدف گلوله سه مهاجم قرار گرفت و به قتل رسید. بعد از تیراندازی، به بیمارستان لیلاواتی منتقل شد و در آنجا مرگ او اعلام گردید. او هنگام به قتل رسیدن ۶۶ سال داشت. منابع گفتند که در ساعت ۹:۳۰ شب، در نزدیکی دفتر پسرش، زیشان سه گلوله به او شلیک شد. دو فرد بازداشت شدند یکی از افراد بازداشت شده گورمیل بالجیت سینگ از ایالت هاریانا است و فرد دیگر دارماراج راجش کاشیاپ از ایالت اوتار پرادش می‌باشد. مدتی بعد، پلیس دو فرد مظنون دیگر را به نام‌های شیوکومار گوتام از ایالت اوتار پرادش، و محمد جاسین اختر اعلام کرد. پلیس مبادرت به بازداشت پراوین لونکار کرد که به گفته آنها حمایت لجستیکی این قتل را تدارک دیده بود و ادعا کرد که برادر متواری او به نام شوبام لونکار، مغز متفکر این تیراندازی بوده است. در روز ۱۵ اکتبر ۲۰۲۴، پلیس چهارمین بازداشت را انجام داد که فردی به نام هاریش‌کومار بالاکرام نیساد (Harishkumar Balakram Nisad) از ایالت اوتار پرادش بود. پلیس بمبئی تأیید کرد این باند، توسط لارنس بیشنوی که در زندان تیهار در حبس است و در این ترور دست داشته، رهبری شده است.